# Neocteniza pococki
Neocteniza pococki är en spindelart som beskrevs av Norman I. Platnick och Mohammad U. Shadab 1976. Neocteniza pococki ingår i släktet Neocteniza och familjen Idiopidae.
Artens utbredningsområde är Venezuela. Inga underarter finns listade i Catalogue of Life.